# Desa Tanjungwangi (administrativ by i Indonesien, lat -6,96, long 107,49)
Desa Tanjungwangi är en administrativ by i Indonesien.   Den ligger i provinsen Jawa Barat, i den västra delen av landet, 110 km sydost om huvudstaden Jakarta.